# Cavaion Veronese
Cavaion Veronese (Caajòn o Cavajón in veneto) è un comune italiano di 6 019 abitanti della provincia di Verona in Veneto.

## Geografia fisica

### Territorio
Cavaion dista circa 20 chilometri dal Comune di Verona e 25 km dal centro della città. 
Rispetto al capoluogo è in posizione nord ovest. L'altezza massima è sul monte San Michele a 342 m s.l.m. alle pendici meridionali del monte Moscal, mentre il capoluogo si trova a 190 metri. 
Dalle due alture di Cavaion, Monte San Michele e monte Ceriel si gode uno dei migliori panorami del lago di Garda.

### Clima
A causa della sua posizione il comune gode principalmente di due diversi tipi di clima che si possono classificare in:
- mediterraneo, o sub-mediterraneo, sui versanti rivolti a sud e verso il Lago di Garda, dove si possono trovare diversi oliveti, dove l'escursione termica è minore con estati calde ed inverni miti;
- temperato umido, in particolare sui versanti rivolti verso nord e sulla sponda destra dell'Adige, in cui si assiste ad estati calde e afose ed inverni rigidi.

## Etimologia
Il nome del borgo di Cavaion appare per la prima volta su alcuni documenti come "Caput leonis" e come "Capalionis" con il significato di "testa di leone", forse ad indicare una località fortificata. Più comunemente col termine Cavajon in lingua veneta si intende una specie di pagliaio per il processo della trebbiatura.

## Storia
Le prime tracce della frequentazione umana nel territorio di Cavaion si hanno a partire dal Paleolitico con dei resti datati dal 45.000 al 35.000 a.C. Ma il primo insediamento risale all'età del Bronzo di cui restano tracce e reperti conservati presso il Museo Archeologico del Municipio. Nel VII secolo a.C. vi furono probabilmente dei contatti con gli Etruschi, mentre nel IV secolo a.C. i villaggi della zona furono assoggettati da popolazioni celtiche.
L'occupazione romana avvenne intorno al I secolo a.C. Con la caduta dell'Impero Romano, nel 476 d.C., terminò un periodo di pace e cominciarono a stanziarsi nella zona popolazioni barbare.
Successivamente Cavaion passò sotto la Signoria degli Scaligeri (1277) per oltre un secolo, quindi, dal 1405, sotto il dominio della repubblica di Venezia. Nel XVIII secolo il territorio di Cavaion fu interessato da ruberie e danni durante il passaggio di truppe spagnole, tedesche e francesi. Con la fine della Serenissima Cavaion fu assoggettata all'Austria.
Nel 1866 venne annesso insieme al Veneto al Regno d'Italia.

## Società

### Evoluzione demografica
Abitanti censiti

## Luoghi d'interesse

### Architetture religiose
- Chiesa di San Giovanni Battista, parrocchiale, XIII secolo
- Chiesa di San Michele della Bastia - IX secolo
- Chiesetta dei Santi Giovitta e Faustino - XII secolo
- Chiesetta di Santa Croce - XV secolo
- Chiesetta di San Martino - XVI secolo
- Chiesetta a San Gaetano - XVIII secolo

### Ville
- Corte Villa - XIV secolo
- Corte Porto - XV secolo
- Villa Cordevigo - XVII secolo
- Torre civica e villa Trabucchi - XVIII secolo
- Villa Ravignani - XVIII secolo
- Villa Bonazzo - XVIII secolo
- Villa Trombetta - XIX secolo
- Corte Quaranta - tra le più antiche di Cavaion Veronese
- Corte Torcolo - origini cinquecentesche
- Piazzola - origini quattrocentesche

## Cultura

### Eventi
- Festa della Madonna del Carmine

Detta anche terza di luglio. All'interno vengono organizzati vari eventi e concorsi. Un evento è il concorso vinicolo dedicato al Bardolino Classico DOC e al Bardolino Chiaretto Spumante DOC.
- Festa Degli Asparagi

La terza settimana di maggio a Cavaion si svolge l'annuale "Festa degli Asparagi". Durante questa festa si possono gustare specialità a base di asparagi. Premiazione dei concorsi per i tre prodotti: Concorso "L'Asparago d'Oro bianco di Cavaion", "L'Asparago d'Oro bianco di Verona" e "L'Asparago d'Oro verde di Verona". La mostra di pittura e altri intrattenimenti rendono ricca questa festa paesana.

## Economia
L'economia del comune si basa sulla produzione vinicola, con il Bardolino DOC ed il Bardolino Classico DOC, oltreché sulla frutticoltura con la produzione di kiwi, pesche, ciliegie, cerealicoltura ed orticoltura.
Notevole importanza ricopre, inoltre, la coltivazione dell'olivo e la produzione dell'olio extra vergine d'oliva. Il comune di Cavaion Veronese è sede del consorzio per la tutela dell'Olio extra vergine d'oliva Garda DOP (Denominazione di origine protetta) ed è iscritto all'Associazione nazionale città dell'olio. L'industria è rappresentata in particolare dal settore del marmo e dall'industria metalmeccanica d'eccellenza.
Il turismo del comprensorio del lago di Garda, infine, risulta il vero traino all'economia del paese.

## Amministrazione
| Periodo     | Periodo     | Primo cittadino       | Partito                                          | Carica  | Note   |
| ----------- | ----------- | --------------------- | ------------------------------------------------ | ------- | ------ |
| giugno 1985 | giugno 1990 | Renzo Giacomelli      | Democrazia Cristiana                             | Sindaco | [ 8 ]  |
| giugno 1990 | aprile 1995 | Giancarlo Sabaini     | Democrazia Cristiana                             | Sindaco | [ 9 ]  |
| aprile 1995 | giugno 1999 | Giancarlo Sabaini     | Lista civica                                     | Sindaco | [ 10 ] |
| giugno 1999 | giugno 2004 | Giancarlo Sabaini     | Lista civica                                     | Sindaco | [ 11 ] |
| giugno 2004 | giugno 2009 | Lorenzo Mario Sartori | Lista civica                                     | Sindaco | [ 12 ] |
| giugno 2009 | maggio 2014 | Lorenzo Mario Sartori | Lega Nord - Liste civiche                        | Sindaco | [ 13 ] |
| maggio 2014 | maggio 2019 | Sabrina Tramonte      | Lista civica di centro-sinistra "Progetto Paese" | Sindaco |        |
| maggio 2019 | giugno 2024 | Sabrina Tramonte      | Lista civica di centro-sinistra "Progetto Paese" | Sindaco |        |
| giugno 2024 | in carica   | Sabrina Tramonte      | Lista civica di centro-sinistra "Progetto Paese" | Sindaco |        |

### Gemellaggi
- Bad Aibling, dal 2006[14]

Il comune aderisce all’iniziativa: patto dei sindaci 

## Nella cultura popolare
A partire dal 17 gennaio del 2012 il comico Leonardo Manera ha presentato sul palco di Zelig il personaggio di Battista, immaginario imprenditore di Cavaion Veronese. Secondo il personaggio, Cavaion Veronese sarebbe in provincia di Cavaion.

## Sport

### Calcio
La principale squadra di calcio della città è l'A.C.D. Cavaion 1975 Calcio che milita nel girone A di Seconda Categoria. È nata nel 1975. Le giovanili di essa si sono unite pochi anni fa con altre squadre giovanili del veronese, formando la Baldo Junior Team, un'accademia calcistica veronese con più sedi districate nel territorio della provincia, la maggiore proprio a Cavaion. La squadra è inoltre partner dell'Atalanta Bergamasca Calcio.

### Basket
Tobia Basketball è la società di pallacanestro del comune di Cavaion.
Nata nel 2004 coltiva la passione cestistica in un numero sempre maggiore di ragazzi e ragazze.
Negli ultimi anni è diventata punti di riferimento per molti dei comuni circostanti arrivando a coprire per intero le categorie minibasket e di pallacanestro giovanile.
La prima squadra milita nel campionato di serie A1 CSI.